# Ciril Kotnik
Ciril Kotnik (Lubiana, 20 dicembre 1895 – Roma, 29 giugno 1948) è stato un diplomatico jugoslavo di nazionalità slovena.

## Biografia

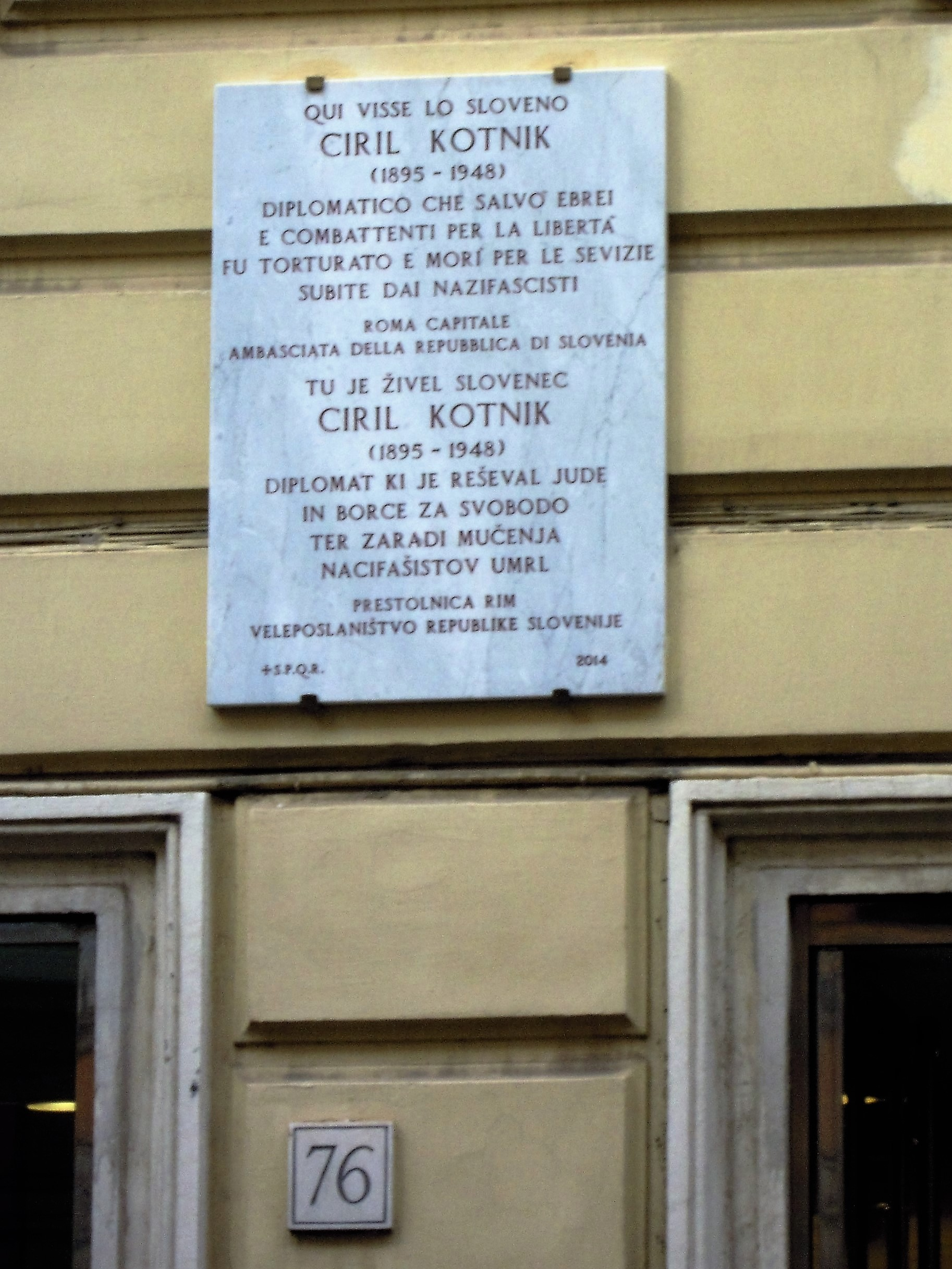
Lapide commemorativa di Ciril Kotnik in via Salaria 76

Nato a Lubiana (allora capoluogo del Ducato di Carniola, parte dell'Impero austro-ungarico) da una famiglia slovena originaria della Carinzia. Suo cugino Franc Kotnik divenne un importante storico letterario; un altro cugino Janko Kotnik invece un rinomato linguista. Il padre di Ciril, Franc Kotnik, si trasferì a Trieste, dove si sposò con una donna slovena del luogo. Il loro figlio è il noto missionario sloveno Jaroslav Kotnik.
Ciril rimase a Lubiana, dove si iscrisse al liceo classico. In quegli anni, si avvicinò alle idee patriottiche dei giovani intellettuali sloveni che si battevano per l'emancipazione dei popoli slavi dal dominio austriaco e la fondazione di una nuova formazione politica degli Slavi del Sud. Con lo scoppio della Guerra balcanica nel 1912, Kotnik si arruolò come volontario nell'esercito serbo. A guerra finita, fu insignito della Stella di Karađorđe, una delle maggiori onorificenze militari del Regno di Serbia.
Dopo la fine della prima guerra mondiale e la fondazione del Regno dei Serbi, Croati e Sloveni, Kotnik venne ammesso nel servizio diplomatico del nuovo stato jugoslavo; fu mandato a Roma, dove lavorò presso l'ambasciata jugoslava per quasi due decenni.
In seguito all'occupazione e lo smembramento della Jugoslavia da parte delle Potenze dell'Asse, l'Ambasciata del Regno di Jugoslavia in Italia fu chiusa e il personale dismesso; Kotnik fu condannato agli arresti domiciliari nella sua casa romana.
Alla fine del 1941, Kotnik fu nominato ambasciatore presso la Santa Sede dal Regio Governo Jugoslavo in esilio. Mantenne contatti sia con il governo in esilio a Londra, sia con la resistenza monarchica del generale Draža Mihailović e anche con alcuni esponenti filo-britannici del Partito popolare sloveno (ad esempio con l'avvocato goriziano Janko Kralj); rimase però ostile al movimento comunista partigiano di Josip Broz Tito.
In funzione di ambasciatore presso la Santa Sede, Kotnik aiutò numerosi antifascisti ed ebrei romani a sfuggire la repressione nazifascista. Il 28 ottobre 1943 fu arrestato dalla Gestapo, rinchiuso nella prigione di Via Tasso e sottoposto a sevizie, ma non rivelò nessuno dei suoi contatti segreti.
Morì a pochi anni dalla fine della guerra a causa delle conseguenze delle torture subite in prigione.
Ciril Kotnik era il padre della giornalista e scrittrice italo-canadese Dara Kotnik Mancini e di Ivanka Kotnik, moglie del giornalista Vittorio Veltroni e madre del politico Walter Veltroni, ex sindaco di Roma ed ex segretario generale del Partito Democratico.
Nel 2014, sull'edificio di via Salaria ove visse Kotnik, il comune di Roma ha fatto apporre una lapide commemorativa.